# خانه اپرای مارگریویال
خانه اپرای مارگریویال (به انگلیسی: Margravial Opera House) در کشور آلمان واقع شده‌است. خانه اپرای مارگریویال از آثار فرهنگی میراث جهانی ثبت‌شده در این کشور است که در سال ۲۰۱۲ با شماره ثبت ۱۳۷۹ در فهرست میراث جهانی یونسکو به ثبت رسید.

## ثبت در یونسکو
سایت‌های میراث جهانی سازمان آموزشی، علمی و فرهنگی ملل متحد، یونسکو مکان‌هایی هستند که دارای اهمیت فرهنگی یا طبیعی هستند، همان‌طور که در پیمان‌نامه میراث جهانی یونسکو، که در سال ۱۹۷۲ تأسیس شده، شرح داده شده‌است. طبق کنوانسیون یونسکو هر اثری پس از ثبت توسط این کمیته باید از سوی کشور نگهدارنده اثر مورد توجه ویژه قرار گیرد و انجام هرگونه دخل و تصرف یا اقدامی که باعث به خطر افتادن آن شود، ممنوع است.
خانه اپرای مارگریویال در ۳۶امین نشست کمیته میراث جهانی یونسکو در سال ۲۰۱۲ با معیارهای (i), (iv) به عنوان یک اثر فرهنگی در فهرست میراث جهانی یونسکو در آلمان قرار گرفت.